# Haskins
Haskins és una població dels Estats Units a l'estat d'Ohio. Segons el cens del 2000 tenia 638 habitants.

## Demografia
Segons el cens del 2000, Haskins tenia 638 habitants, 241 habitatges, i 169 famílies. La densitat de població era de 161 habitants per km².
Dels 241 habitatges en un 40,7% hi vivien nens de menys de 18 anys, en un 59,8% hi vivien parelles casades, en un 6,6% dones solteres, i en un 29,5% no eren unitats familiars. En el 25,7% dels habitatges hi vivien persones soles el 10,4% de les quals corresponia a persones de 65 anys o més que vivien soles. El nombre mitjà de persones vivint en cada habitatge era de 2,65 i el nombre mitjà de persones que vivien en cada família era de 3,18.
Per edats la població es repartia de la següent manera: un 29,2% tenia menys de 18 anys, un 8,3% entre 18 i 24, un 33,5% entre 25 i 44, un 18,3% de 45 a 60 i un 10,7% 65 anys o més.
L'edat mediana era de 34 anys. Per cada 100 dones de 18 o més anys hi havia 104,5 homes.
La renda mediana per habitatge era de 45.625 $ i la renda mediana per família de 55.208 $. Els homes tenien una renda mediana de 36.538 $ mentre que les dones 27.500 $. La renda per capita de la població era de 17.696 $. Aproximadament el 5,3% de les famílies i el 4,8% de la població estaven per davall del llindar de pobresa.

## Poblacions més properes
El següent diagrama mostra les poblacions més properes.